# Haßfurt
Haßfurt (port: Hassfurt) é uma cidade da Alemanha, capital do distrito de Haßberge, localizada na região administrativa da Baixa Francónia no estado de Baviera. Está situada sobre o rio Meno, 20 km a leste da cidade de Schweinfurt e 30 km a noroeste de Bamberg, às margens do parque natural Haßberge.

## Galeria de imagens

Haßfurt
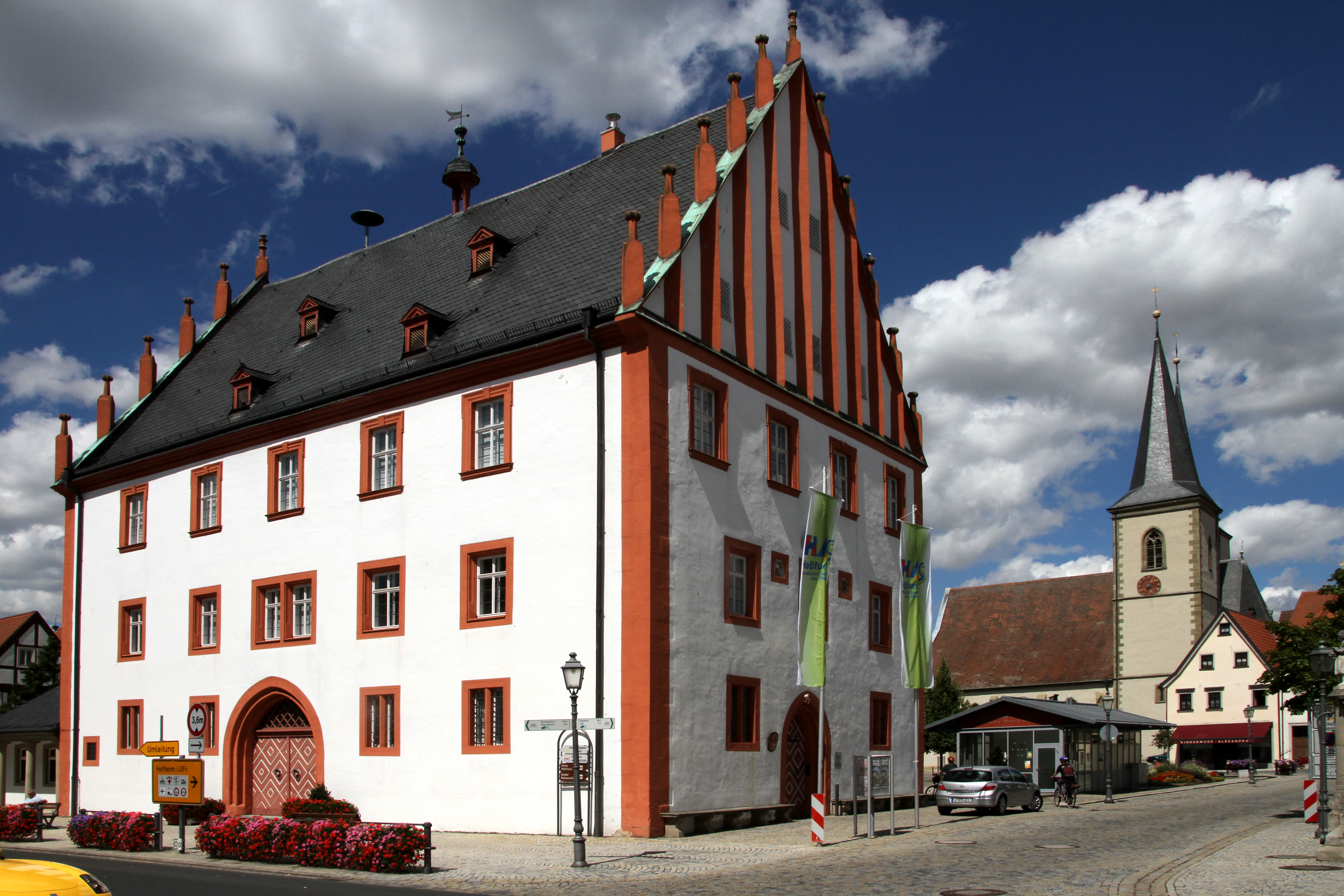
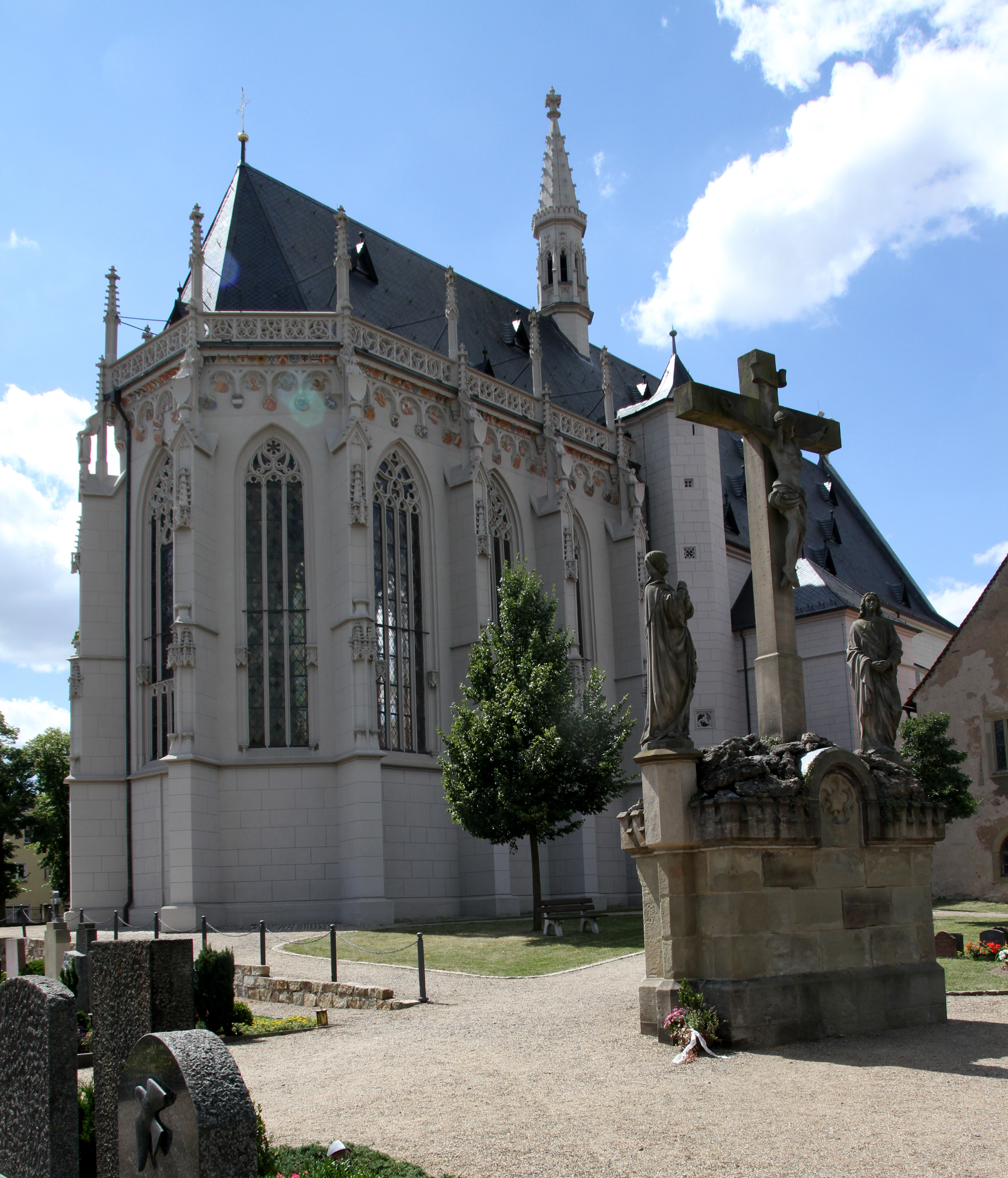
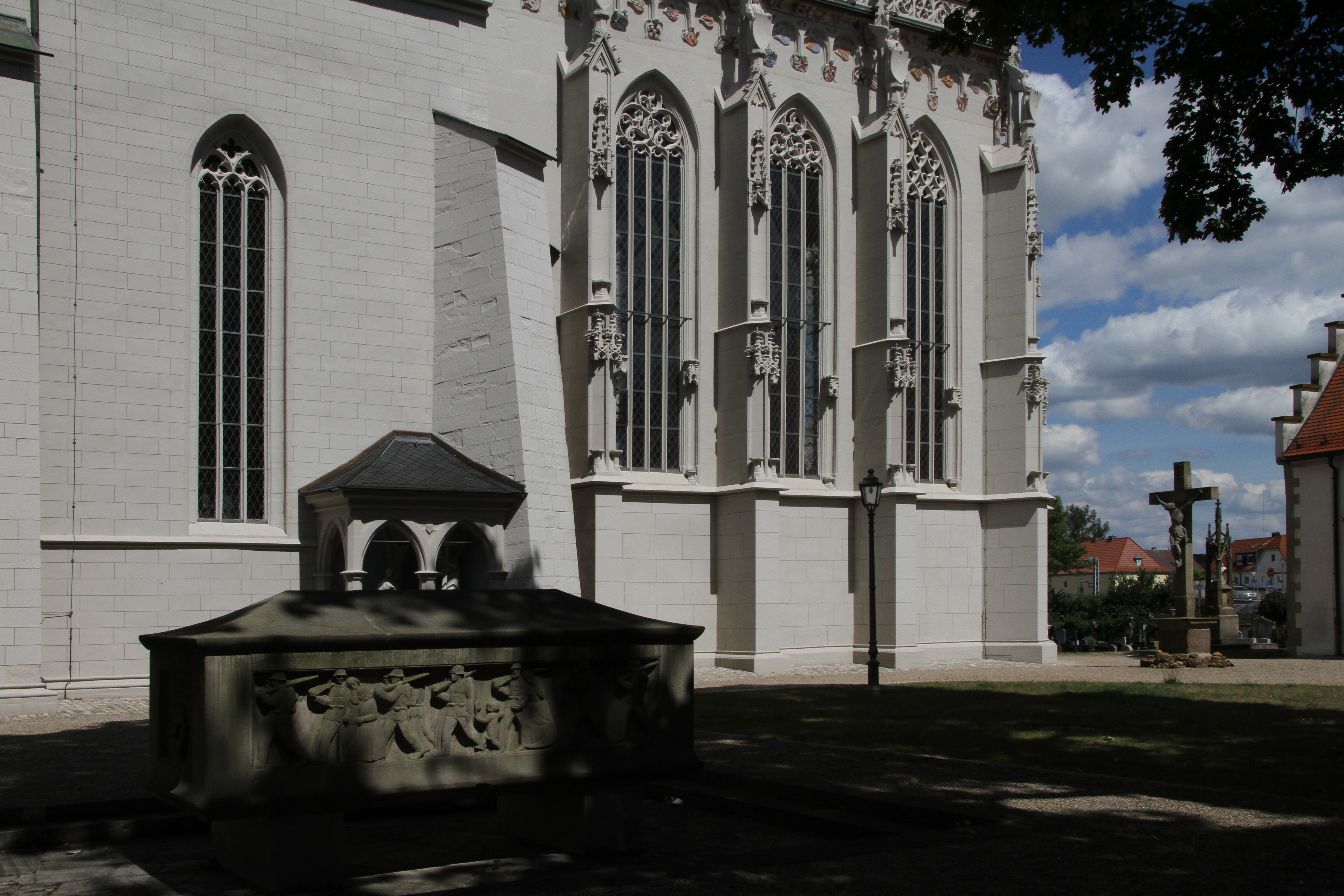
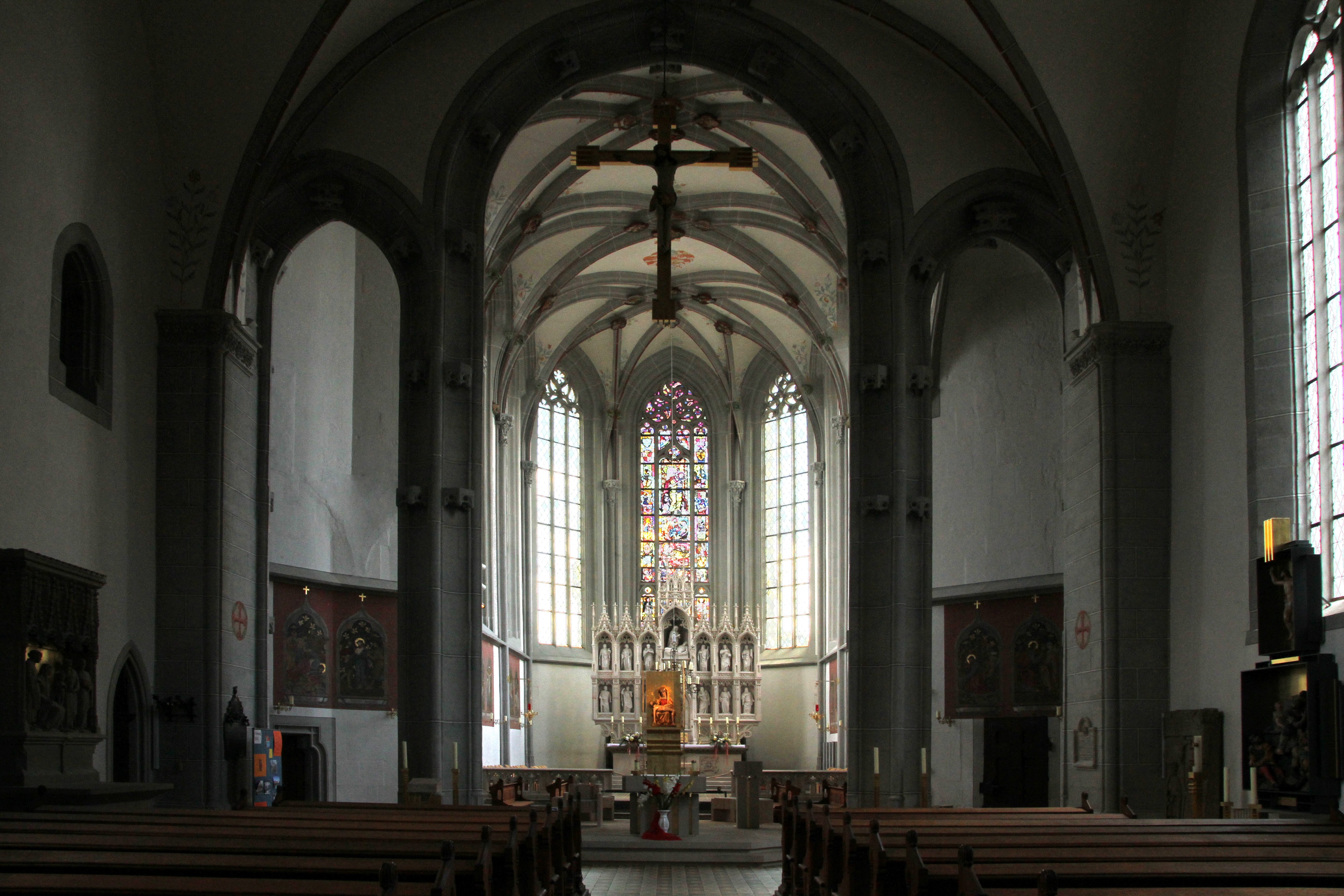
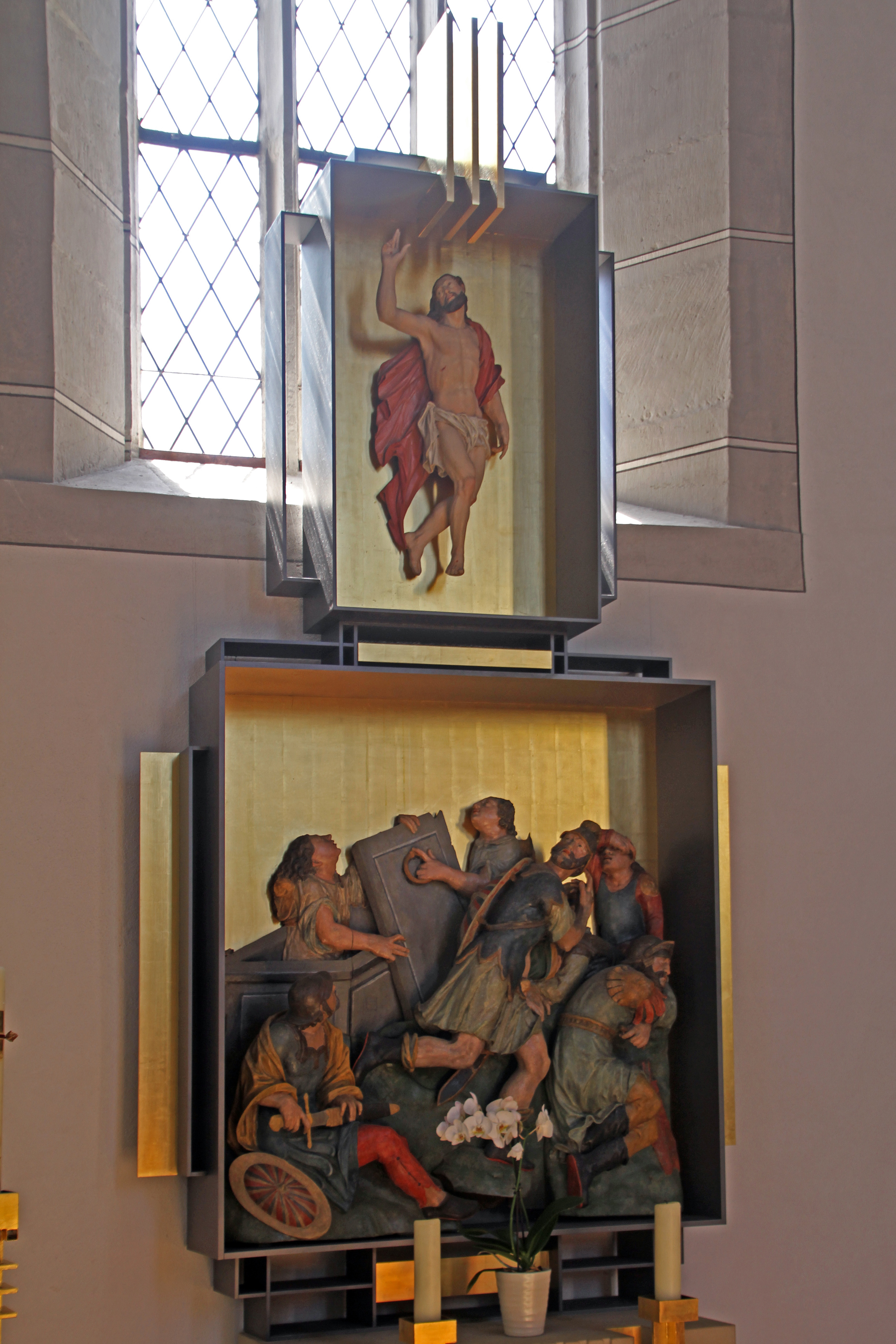
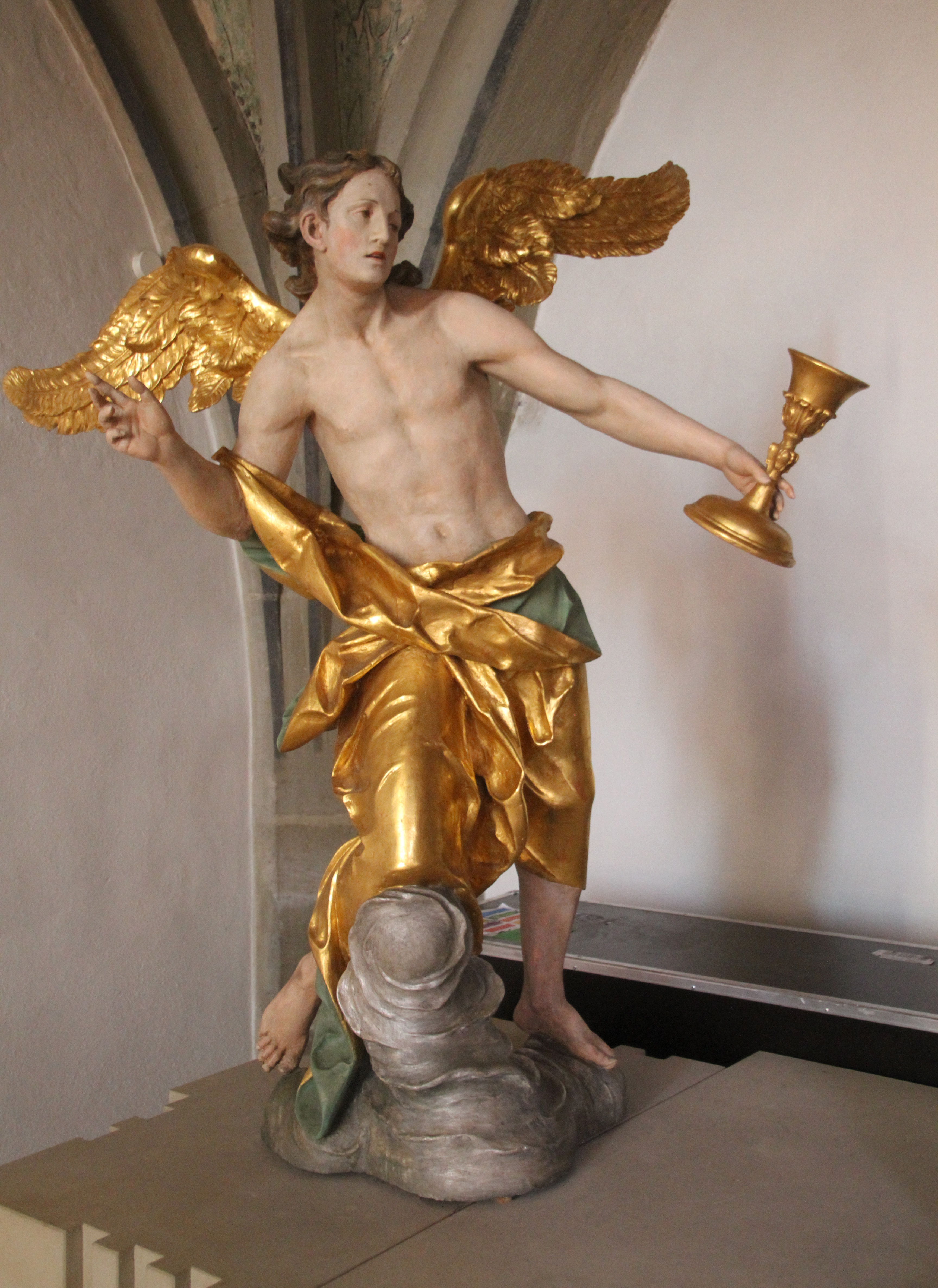
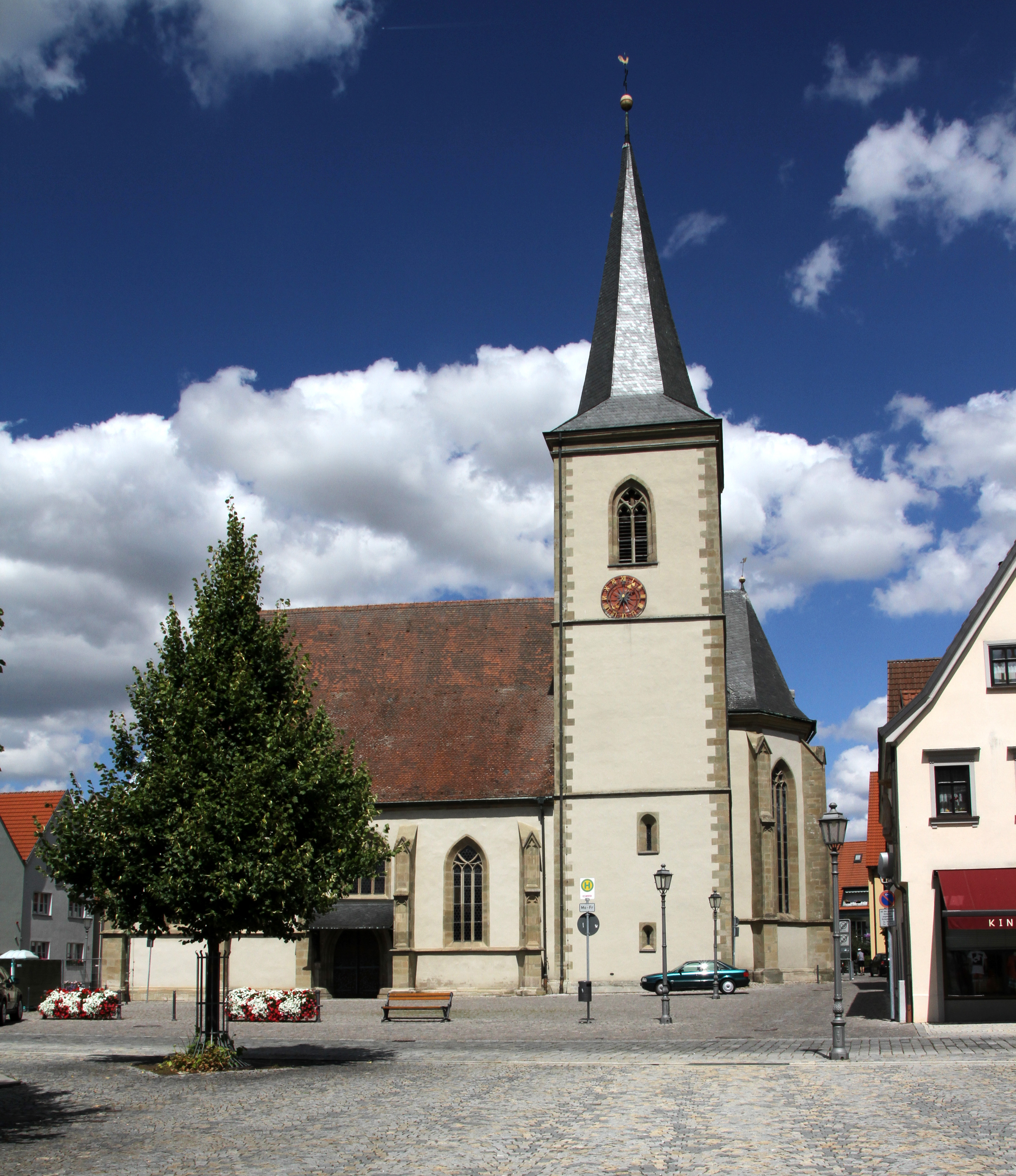